# Luis Fernando Lara
Luis Fernando Lara Ramos (Ciudad de México, 20 de marzo de 1943) es un lingüista, investigador y académico mexicano que colabora en el Centro de Estudios Lingüísticos y Literarios de El Colegio de México desde 1970. En 2016, fue nombrado miembro emérito de este centro. Es miembro, desde marzo de 2007, de El Colegio Nacional. Doctorado honoris causa de la Universidad de Sherbrooke, Quebec, Canadá, en 2012; miembro emérito del Sistema Nacional de Investigadores de su país y Premio Nacional de Ciencias y Artes, rama Lingüística y Literatura, 2013.

## Estudios
Estudió la licenciatura en letras españolas en la Universidad Iberoamericana, donde se graduó en 1968. Realizó estudios de especialización en lingüística general, semántica y lingüística románica en la Universität Kiel y en la Universität Heidelberg, de la entonces República Federal de Alemania, entre 1969 y 1970. En El Colegio de México, se graduó como doctor en lingüística y literatura hispánicas en 1975. Realizó estudios de lingüística computacional y matemática en la Scuola Stiva de Lingüística Matemática e Computazionale en Pisa entre 1974 y 1976.

## Investigador y académico
Fue investigador visitante del Romanisches Seminar de la Universität Heidelberg en 1983, 1984 y 1995, como becario de la Fundación Alexander von Humboldt. Ha sido profesor e investigador en el Centro de Estudios Lingüísticos y Literarios de El Colegio de México desde 1970, y fue director de ese centro de 1997 a 2003. Como profesor visitante, ha colaborado en el Instituto Universitario de Lingüística Aplicada de la Universidad Pompeu Fabra en Barcelona, entre 2003 y 2004.
Es investigador nacional nivel III del Sistema Nacional de Investigadores desde 1984, y miembro, desde 1997, de la Academia Mexicana de Ciencias. En 2005, fue nombrado miembro del Comité Internacional Permanente de Lingüistas de la Unesco, aunque renunció en poco tiempo. Ha formado parte de asociaciones como asociado o representante: la Societas Linguisticae Europaeae, la Société d´Histoire et Epistémologie des Sciences du Langage, la Asociación de Lingüística y Filología de América Latina (ALFAL), la Sociedad Mexicana de Historiografía Lingüística y la Asociación Española de Estudios Lexicográficos, entre otras.

## Premios y distinciones
- Reconocimiento otorgado por la Universidad de Sonora en 1992, por haber fundado la carrera de lingüística en dicha institución.
- Premio Wigberto Jiménez Moreno en 1995, otorgado por el Instituto Nacional de Antropología e Historia, por su investigación lingüística.
- Premio Arnoldo Orfila 1997, por el Diccionario del español usual en México.
- Nombramiento en el año 2000 como miembro honorario del Instituto Caro y Cuervo de Bogotá, Colombia.
- Miembro honorario del Instituto de Investigaciones Lexicográficas y otros centros de estudios lingüísticos de La Paz, Bolivia.
- Premio Antonio García Cubas, otorgado por el Instituto Nacional de Antropología e Historia en 2006.
- Miembro de El Colegio Nacional desde el 5 de marzo de 2007.[4]
- Premio Nacional de Ciencias y Artes en el área de Lingüística y Literatura, otorgado por la Secretaría de Educación Pública en 2013.[5]
- En 2011 se le dedicó un libro-homenaje voluminoso.[6]

## Colaboraciones y obras
Ha redactado y publicado más de noventa artículos de investigación, más de treinta trabajos de divulgación y una decena de libros:
- El concepto de norma lingüística (1976)
- Diccionario básico del español de México (1986)
- Dimensiones de la lexicografía: a propósito del Diccionario del español de México (1990)
- Teoría del diccionario monolingüe (1997)
- Estructuras sintácticas 40 años después (2000)
- Ensayos de teoría semántica: lengua natural y lenguajes científicos (2001)
- Lengua histórica y normatividad (2004)
- De la definición lexicográfica (2004)
- Curso de lexicología (2006)
- Diccionario del español de México (2010). Versión web:
- Historia mínima de la lengua española (2013)
- Temas del español contemporáneo (2015)
- Teoría semántica y método lexicográfico (2016)
- Herencia léxica del español de México (2016)